# Littlemore
Littlemore is een civil parish in het bestuurlijke gebied Oxford, in het Engelse graafschap Oxfordshire met 5646 inwoners.